# Cartão-postal
Cartão-postal – en français Carte postale – est un tableau réalisé en 1929 par la peintre brésilienne Tarsila do Amaral. Cette huile sur toile est une peinture de paysage idéalisant à la manière d'une carte postale une vue de Rio de Janeiro, reconnaissable au mont du Pain de Sucre qui s'élève dans le lointain. Elle représente principalement des cactus et un arbre où se prélassent deux singes, avec derrière eux un plan d'eau sur le bord duquel se remarquent des constructions. L'œuvre est conservée dans la collection privée de Luiz Antonio de Almeida Brage.